# 济兰特

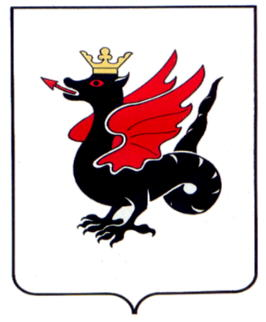
喀山市的市徽

济兰特（羅馬化：Zilant），是俄羅斯韃靼斯坦共和國一個近似龍或飛龍的傳說生物。於1730年时成為韃靼斯坦共和國首府喀山的正式标志。这个傳說生物起源於俄羅斯境內的韃靼人。

## 名称及考證
傳統上認為Zilant一詞源自韃靼語的「елан」（拉丁拼音：yılan；漢語音譯：尤蘭，本意是“蛇”，比较哈萨克语的（jılan，“蛇”）、阿塞拜疆语ilan “蛇”）。从鞑靼人的观点来看，Zilant是个丑恶的东西，類似欧洲龙和波斯龙。到了16世纪时，鞑靼人的这种传说就被俄罗斯人采用，Zilant对于俄罗斯人来说是有负面印象，但把它描述为斯拉夫龙。今天Zilant在电影是被描述为典型的西方龙。
有一位著名的历史家古米廖夫該詞源自古時候钦察人（现代的鞑靼人的祖先之一）聚居的阿尔泰山脉山谷地区。他认为那附近的Zheliang山区和Zheliang村庄就是“zilant”这个字的来源。如果古米廖夫的理被证明属实，那喀山的龙大概就是古代突厥民族的一个圖騰。

## 國家象徵
1552年，喀山被沙皇伊凡四世征服后，就把基兰特的形象作为国家的标志。早期的俄罗斯图片描述Zilant有四腿鸡，它有鸟的身体和蛇的尾巴。这只是蛇怪（Cockatrice）的代表，而不是Zilant龙蛇。到了1730年，一个王室命令建立了Zilant作为喀山政府的徽章。它在旨令被描述为“黑蛇，用喀山金冠，红翼在白色领域”。因为它是喀山徽章，Zilant就被合併到俄国皇家的徽章裡。

### 國徽

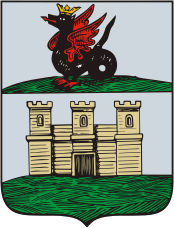
亚尔斯克（1781年）
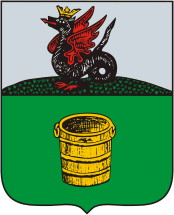
奇斯托波爾（1781年）
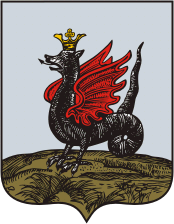
喀山市（1781年）
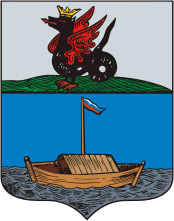
拉伊舍沃（1781年）
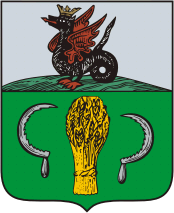
马马德什（1781年）
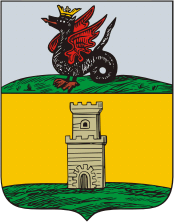
博尔加尔（1781年）
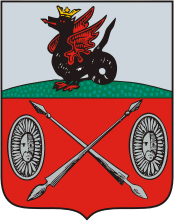
捷秋希（1781年）
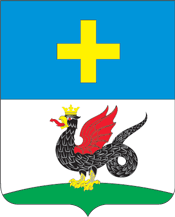
卡希拉, 1998年

## 另見
- 中國的龍
- 飞龙